# Фиџи на Светском првенству у атлетици на отвореном 2019.
Фиџи је на 17. Светском првенству у атлетици на отвореном 2019.  одржаном у Дохи од 27. септембра до 6. октобра учествовао седамнаести пут, односно учествовао је на свим првенствима до данас. Репрезентацију Фиџија представљао је један атлетичар, који се такмичио у трци на 100 метара.,
На овом првенству представник Фиџија није освојио ниједну медаљу, нити је остварио неки резултат.

## Учесници
Мушкарци:
- Ratu Banuve Tabakaucoro — Трка на 100 метара

## Резултати

### Мушкарци
| Атлетичар               | Дисциплина | Лични рекорд | Предтакмичење | Предтакмичење | Квалификације | Квалификације | Полуфинале           | Полуфинале           | Финале               | Финале       | Детаљи |
| Атлетичар               | Дисциплина | Лични рекорд | Резултат      | Место         | Резултат      | Место         | Резултат             | Место                | Резултат             | Место        | Детаљи |
| ----------------------- | ---------- | ------------ | ------------- | ------------- | ------------- | ------------- | -------------------- | -------------------- | -------------------- | ------------ | ------ |
| Ratu Banuve Tabakaucoro | 100 м      | 10,20 НР     | 10,56 кв      | 2. у гр. 4    | 10,56         | 8. у гр. 1    | Није се квалификовао | Није се квалификовао | Није се квалификовао | 43 / 65 (68) |        |